# Most Jedności Narodowej
Most Jedności Narodowej – wisząca kładka znajdująca w Sátoraljaújhely, na Węgrzech pomiędzy dwoma wzgórzami Szerhegy i Verhegy. Otwarta została 4 czerwca 2024. Ma długość 700 m, a szerokość 1,2 m. Kładka zawieszona jest na 6 stalowych linach o grubości 7 cm.
Miała to być najdłuższa taka kładka na świecie ale wcześniej została otwarta podobna kładka w Sky Bridge 721 w Czechach.